# Bailangu
Bailangu is een bestuurslaag in het regentschap Musi Banyuasin van de provincie Zuid-Sumatra, Indonesië. Bailangu telt 4089 inwoners (volkstelling 2010).